# 재송초등학교
재송초등학교(栽松初等學校)는 대한민국 부산광역시 해운대구 재송동에 있는 공립 초등학교로, 1982년 4월 28일에 개교되었다.

## 학교 연혁
- 1982년 4월 28일: 개교
- 2001년 9월 1일: 다목적실 건축
- 2020년 3월 9일: 급식실 건축

## 다채움 프로젝트
2022년 말부터 시작된 프로젝트이고 현재 진행형이다. 다채움 프로젝트는 매주 월요일마다 야채로만 되어 있는 급식 실천 하겠다는 일명 [다채움 식단],  2~6학년까지 하는 텃밭 교실 [다채움 텃밭],  채식에 대한 좋은점들을 설명하는 [다채움 교실] 등이 있다. 